# 小河乡 (浏阳市)
小河鄉为中国湖南省浏阳市下辖乡，由原小河乡和凤溪乡于1995年合并设立。小河位于浏阳市东部，地处湘赣二省交汇处。辖域北与张坊镇接壤，西与永和鎮毗邻，东南部与江西省万载县白水乡、赤兴乡相连。全乡总面积111.8平方公里，下辖7个行政村，2017年总人口15,042。行政机构驻田心村合石口。

## 地理

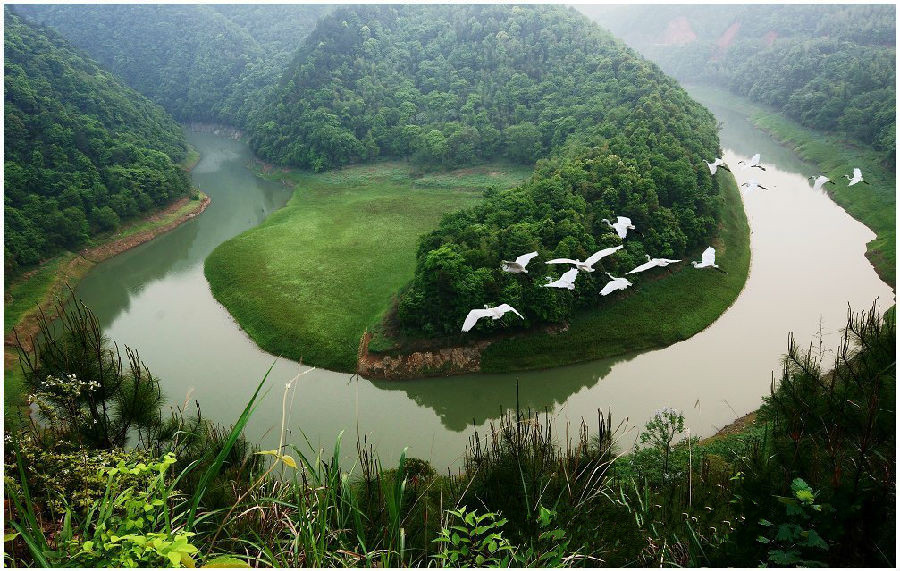
瀏陽河上游的鰐魚嘴河灣

小河乡地处浏阳市东部，在大围山国家森林公园南麓。境内多丘陵、少平原，平地平均海拔180米，东、西、南三侧平均海拔500米至700米，最高点为严坪村与江西省万载县黄茅镇界山处的金钟湖，海拔863米。小溪河自小河鄉東北隅流向西南側，并接纳凤岗河、何家湾河、柳丝塅河等支流，并經丁家灣水電站注入永和鎮株树桥水库。此外，小河乡境内还有蛟龙皂水库等水库、湖泊。

## 历史沿革

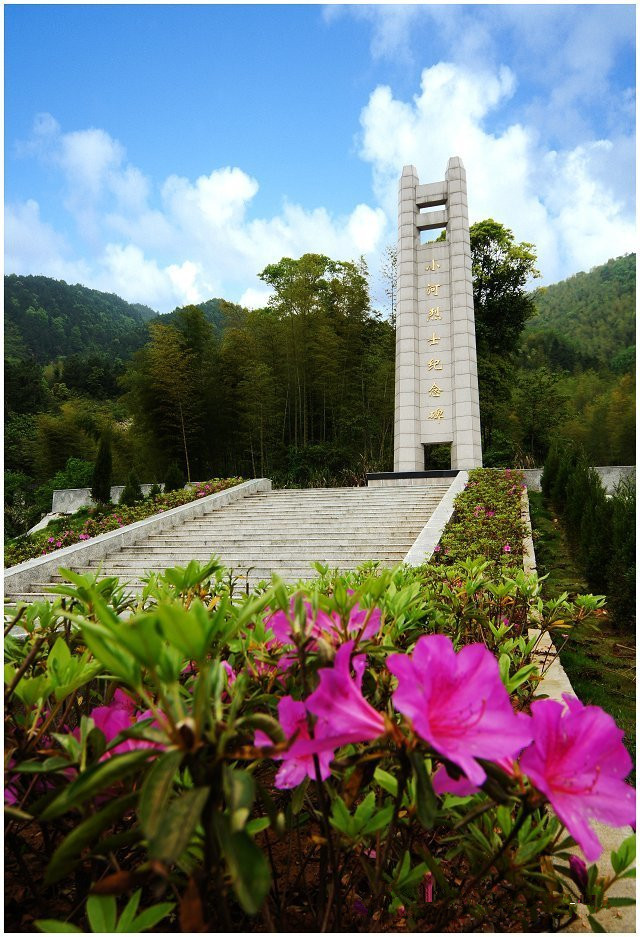
小河鄉烈士紀念碑

在第一次國共內戰期间，地势险要的小河乡曾是中國工農紅軍在湘鄂赣革命根据地的“后勤基地”，其中，中國工農紅軍的红十六军、红十八军也曾在此驻扎。
今小河乡1950年属浏阳县第四区，1956年为小河乡，1958年改为汉高公社，次年并入上游公社，1961年改小河公社，1983年复名小河乡；1995年原小河乡和凤溪乡合并设立。1997年下辖枫龙、山口、严坪、新河、上冲、彪佳、易家、田心、清溪、火厂、小坑、白沙、黄草坪、潭湾、皇碑、册田、横岭、鹤冲、排前、石马、鸟石、凤凰岗22个行政村。2004年下辖潭湾、新河、田心、火厂、皇碑、乌石和严坪7行政村。

### 现行行政区划
全乡下辖7个行政村，分别为潭湾村、新河村、田心村、火厂村、皇碑村、乌石村和严坪村。

## 人口
小河鄉大部分居民系18世紀由江西、福建遷來的客家人的後裔，其母語瀏陽客家話屬客家語銅桂片，另外，近年由於普通話的強力推廣，大部分居民亦會講普通話。

## 經濟
小河鄉以農立鄉，除種植水稻以外，也種植水果及无公害蔬菜、油茶、煙草。主要畜種有中华黑兔、黑旱鸭、珍珠鸡、黒山羊等。工業基礎薄弱，以花炮、竹木加工、小水电开发为主。

## 社会

### 文化教育
截止2022年，小河乡有初级中学1所小河初级中学，小学5所，分别为田心中心小学、新河完小、凰岗完小、严坪小学、乌石小学。小河乡也设有乡镇文化站，以普及乡村文教知识。
中国大陆湖南卫视推出的一部有关乡村振兴的纪实节目《云上的小店》第一季也于小河乡拍摄。

### 醫衛福祉
小河乡内设有乡卫生院，可以为乡内民众提供医疗与预防保健服务、实行初级卫生保健规划方案、卫生监督，并主管全乡卫生信息。乡内也设有敬老院，为乡内五保户、低保居民提供长照服务。

### 交通
小河乡地势险要、交通不便，长期缺乏公路，2014年，小河乡第一条联外道路X001县道通车运行，连接了张坊镇与小河乡的田心社区、潭湾村。2016年，该县道完成提质改造工作。

### 期刊论文
- 李友根; 罗兴红、冯春水、柳辉林. . 《新农村（黑龙江）》 (黑龙江日报报业集团). 2018-09-19, (24): 50–52  [2022-12-15]. ISSN 1674-8409. doi:10.3969/j.issn.1674-8409.2018.24.042.
- 赵霖. . 《中国法医学杂志》. 2017-11-27, 32 (4): 417–418  [2022-12-15]. ISSN 1001-5728. doi:10.13618/j.issn.1001-5728.2017.04.022.
- . 《半月谈》. 2022-07-11, (12): 81–82  [2022-12-15]. ISSN 1002-7335.
- 曾舸. . 大众用电. 2022-07-20, 37 (5): 66–67  [2022-12-15]. ISSN 1008-9454.
- 屈文毅. . 中外建筑. 2016-12-12, (11)  [2022-12-17]. ISSN 1008-0422.

### 网页与新闻
- . 浏阳市人民政府入口网站.   [2022-02-08]. （原始内容存档于2022-12-15）.
- . 浏阳市人民政府入口网站.   [2022-07-19]. （原始内容存档于2022-12-15）.
- . 浏阳市人民政府入口网站.   [2014-11-27]. （原始内容存档于2022-12-15）.
- . 浏阳市人民政府入口网站.   [2016-12-08]. （原始内容存档于2022-12-15）.
- . 浏阳市人民政府入口网站.   [2022-05-07]. （原始内容存档于2022-12-15）.
- . 浏阳市人民政府入口网站.   [2022-05-10]. （原始内容存档于2022-12-15）.
- . 长沙市雨花区人大常委会.   [2022-07-08].[]
- . 瀏陽日報. 2009-09-09.
- . 中国法院网.   [2005-12-12].